# I Called Him Morgan
I Called Him Morgan är en svensk dokumentär långfilm från 2016 i regi av Kasper Collin. 
Filmen närmar sig relationen mellan den amerikanske jazztrumpetaren Lee Morgan och hans sambo Helen Morgan och musiken som förde dem samman. Lee var en av de mest inspelade artisterna på det amerikanska skivbolaget Blue Note Records. 33 år gammal sköts han i februari 1972 till döds av Helen under sin egen spelning på en klubb i New York.
I Called Him Morgan  producerades under sju år, 2009-2016 och klipptes under en period av tre år. Filmens huvudfotograf var den Oscarsnominerade amerikanske filmfotografen Bradford Young. Filmen är en samproduktion mellan Kasper Collin Produktion, Sveriges Television och Film i Väst

## Festivalpremiärer
Filmen hade världspremiär i en av de officiella huvudsektionerna på filmfestivalen i Venedig den 1 september 2016 och visades kort därpå också på Telluride Film Festival, Toronto International Film Festival, New York Film Festival och BFI London Film Festival. Efter Toronto beskrev Vox.com filmen som "an Oscar winner for best documentary feature just waiting to happen." Inför New York Film Festival lyftes filmen tillsammans med senare Oscarsvinnande Moonlight och The Hedonists fram av The New Yorkers filmkritiker Richard Brody som New York Film Festival's Breakout Films.
Filmens svenska premiär var på Stockholms Filmfestival i november 2016 där filmen var med och tävlade om bronshästen. Ett tekniskt missöde från festivalens sida gjorde att filmen vid galapremiären på biograf Skandia efter en längre försening kom att visas i en arbetskopia utan den för filmen så avgörande slutmixen och utan undertexten på Helen och Lees röster. Denna undertext på engelska användes under alla andra visningar av filmen då det visat sig att även engelsktalande personer inte kan förstå eller höra vad Helen säger. Filmen visades som arbetskopia under villkor att tävlingsjuryn inte närvarade under denna visningen. I efterhand har det visat sig att juryn vägrade lämna salongen och vägrade se om filmen. 

## Biografpremiärer
Filmen hade biografpremiär i USA den 24 mars 2017, svensk biografpremiär den 31 mars, kanadensisk den 7 april och i Storbritannien gick den uppe biografer den 28 juli 2017.

## Netflix
Den 24 juli 2017 hade filmen premiär på Netflix (dit den sålts under Toronto International Film Festival 2016) i hela världen, förutom i Storbritannien och Sverige. Den 8 augusti 2017 hade filmen premiär på Netflix i Storbritannien. I Called Him Morgan var länge en av de 15 bäst recenserade filmerna på Netflix från alla tider enligt Metacritis recensionsindex. Efter premiärerna av de hyllade filmerna The Irishman och Marriage Story ligger I called Him Morgan på plats 18. Näst bästa svenska film är The Square på plats 62.

## Mottagande
Filmrecensionssajten Rotten Tomatoes har 52 recensioner registrerade och visar att 96 % av kritikerna gillar filmen.
Metacritic har tjugo recensioner registrerade. Åtta av dem är registrerade som 100/100 och filmen har snittbetyget 90/100. Den 1 juli 2017 rapporterade Metacritic att filmen var den bäst recenserade filmen under första halvan av 2017. Slutligen blev I Called Him Morgan den sjunde bäst recenserade filmen och den tredje bäst recenserade dokumentären under 2017 enligt Metacritic.

## Priser och utmärkelser
I Called Him Morgan var i december 2017 och januari 2018 inkluderad i årsbästalistorna över 2017 års bästa filmer i bland annat New York Times, New Yorker, Time, Esquire, Village Voice, Little White Lies och FLM .
Tidskriften Esquire magazine's listade filmen som 2017 års bästa dokumentärfilm. Filmen var också inkluderad i flera amerikanska halvårslistor som i Los Angeles Times, Esquire, The Playlist, Thrillist och Paste Magazine.
Dagens Nyheter utsåg I Called Him Morgan till 2017 års bästa svenska dokumentärfilm.
I Called Him Morgan nominerades också bland annat till amerikanska NAACP Image Awards i kategorin Outstanding Documentary Film, till brittiska Empire Awards som Best Documentary och amerikanska Critics Choice Documentary Awards i kategorin Best Music Documentary. Filmen belönades som den sjätte bästa dokumentärfilmen 2017 i Indiewire Critic's Poll och shortlistades till brittiska Grierson Awards. 
Det har sagts att I Called Him Morgan är den svenska långfilm som fått bäst mottagande i USA sen Fanny och Alexander. Trots detta blev filmen utan nomineringar till Guldbaggen 2018. Flera svenska journalister uttryckte sin förvåning kring detta. Bland annat skrev Jon Asp i Point of View: ”Årets stora rån – den samlade filmvärlden skulle nog kalla det svårartad provinsialism – är att Kasper Collins I called him Morgan inte är nominerad bland årets tre främsta dokumentärer (eller någon annan kategori).” Den norska filmkritikern Kjetil Lismoen uttryckte en möjligen ännu större förvåning: "Svenske Kasper Collin er blitt hyllet for sin lysende dokumentar om den glemte jazz-legenden Lee Morgan. Men ikke i Sverige, der dokumentaren ikke en gang er nominert til en Guldbagge. De fleste vet at juryer som skal plukke ut nominerte til priser, er feilbarlige. Men i dette tilfellet grenser det til ren inkompetanse, eller vond vilje. Kanskje kan noen av mine svenske filmvenner opplyse meg i hvilken grad dette er et arbeidsuhell? På Metacritic står filmen oppført som den tiende beste i 2017, og amerikanske kritikere er mildt sagt overstrømmende." 

## Övrigt
En av Lee Morgans närmsta vänner och kollegor var saxofonisten Wayne Shorter som 2017 tilldelades Polarpriset.
I Called Him Morgan är Kasper Collins andra dokumentära långfilm. Den första var My Name Is Albert Ayler.